# Ferrocarril La Floresta
| Ferrocarril La Floresta                                          | Ferrocarril La Floresta |
| ---------------------------------------------------------------- | ----------------------- |
| Bahnhof und Depot der Pferdebahn Die sieben Wagen der Pferdebahn |                         |
| Streckenverlauf, 19. Juni 1930                                   |                         |
| Streckenlänge:                                                   | 1911: 4 km              |
| Spurweite:                                                       | 500 mm (Schmalspur)     |
|                                                                  |                         |

Die Ferrocarril La Floresta war eine von 1911 bis Ende der 1940er Jahre betriebene, 4 km lange Feldbahn mit 500 mm Spurweite vom Heilbad in La Floresta zum Bahnhof Mosquitos der Estación La Floresta in Uruguay.

## Geschichte
Dr. Miguel Perea Yampen (1858–1942) erwarb 1911 das 600 Hektar große Landgut und gründete die Firma La Floresta SA für dessen Betrieb. Um dieses in eine Touristenattraktion zu verwandeln, ließ er sich von Francisco Piria, der 1890 die Stadt Piriápolis gegründet hatte, beraten. Francisco Piria, half Miguel Perea, die Feldbahn zu beschaffen. 
Nachdem im 250 km nordöstlich gelegenen Treinta y Tres Bauarbeiten an der östlichen Verlängerung der Central Uruguay Railway abgeschlossen waren, konnte Miguel Perea Ende 1911 gebraucht vier Kilometer Gleis mit einer in Uruguay unüblichen Spurweite von 500 mm und zwölf Kipploren erwerben, die er zur Personenbeförderung umbaute. Es handelte sich anfangs um zweiachsige Loren, die auf Feldbahnschienen von einem Pferd gezogen wurden, da die vier Bagnall-Dampflokomotiven der Baustelleisenbahn nach Argentinien exportiert worden waren. Die Baustelleneisenbahn bei Treinta y Tres ist die einzige bekannte Verwendung von Dampflokomotiven auf Gleisen mit 500 mm Spurweite in Uruguay, die dort sonst nur für mit Zugtieren betriebene Bahnen eingesetzt wurde. Bei uruguayischen Werksbahnen wurden sonst 600 mm Spurweite bevorzugt. 
1921 wurde der Name des Feldbahn-Bahnhofs von „Mosquitos“ in „La Floresta“ geändert.
Am 5. Dezember 1940 wurde das Heilbad von La Floresta durch das Gesetz Nr. 9974 für besiedelt erklärt. Ein Jahr später verkaufte die Firma La Floresta SA ihre Grundstücke und Gebäude an eine Firma namens Balneario de la Floresta SA. Ende der 1940er Jahre wurde der Bahnbetrieb eingestellt und durch einen Kleinbus ersetzt.

## Betrieb

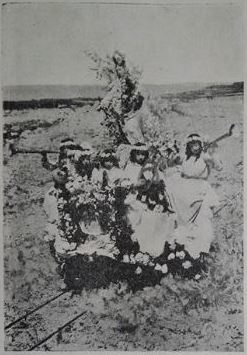
Marienbild

Die Feldbahn wurde insbesondere von Pilgern und Strandausflüglern gerne genutzt. Seit dem 17. Dezember 1916 wird in La Floresta ein Marienbild verehrt, dessen Beschaffung Francisco Piria wiederum unterstützte. Am 17. Dezember 1916 begleiteten tausend Pilger, die historische Statue der Jungfrau von Bra (La Virgen de Bra), die Antonio Versanino aus Italien importiert hatte, mit der Normalspureisenbahn zum Bahnhof Mosquitos der Estación La Floresta. Von dort wurde sie auf einer prachtvoll geschmückten Lore mit der Feldbahn zu einer neu errichteten Kapelle in La Floresta gebracht. Bei dieser Gelegenheit wurde der Zug wegen des größeren Gewichts der Wagen von Ochsen gezogen.
Eine Fahrkarte kostete anfangs 15 Cent, später 10 Cent und dann wieder 15 Cent. Die Schaffner der Feldbahn trugen wie bei einer Straßenbahn Schirmmützen und Lederbrieftaschen mit Gürteln für Fahrkarten und Münzen. Sie benutzten auch ein Signalhorn, um die Abfahrt anzukündigen und andere Verkehrsteilnehmer zu warnen, da die Pferdebahnwagen keine Glocken oder Hupen hatten.
Für den Personenverkehr wurden auch nach der Beschaffung der Lokomotiven weiterhin ein bis zwei Pferde eingesetzt. Die Lokomotiven waren dem Güterverkehr vorbehalten, oder wenn das Personen-Transportaufkommen mit den Pferden nicht bewältigt werden konnte.

## Schienenfahrzeuge
Es gab sieben, seitlich offene, zweiachsige Personenwagen mit Sitzplätzen für jeweils 4 oder 5 Fahrgäste unter einem mit zum Schutz vor Sonne und Regen mit gelb-schwarz gestreiften Vorhängen ausgerüsteten Dach. An beiden Enden gab es eine Plattform für den Kutscher, der über eine Kurbel die Bremsen betätigte. 
Ein größerer Drehgestell-Personenwagen wurde von einem unbekannten, möglicherweise uruguayischen Hersteller geliefert. Es war auf zwei Drehgestellen mit jeweils zwei Achsen gelagert und hatte eine Kapazität von ca. 8 oder 9 Passagieren. Die Rückenlehnen ließen sich beim Fahrtrichtungswechsel um 180° drehen.
Die Firma von Dr. Miguel Perea erwarb 1922 wohl eine Daimler-Waggonet mit Petroleummotor, die sieben Wagen mit insgesamt 50 Passagieren ziehen konnte. Kurz darauf fügte sie eine 25 PS starke Benzin-Lokomotive hinzu, anscheinend von Orenstein & Koppel. Diese Lokomotive war weiß lackiert, mit schwarzen Rändern und der Aufschrift „Ferrocarril La Floresta“ in schwarzer Farbe an der Seite der Motorhaube. Später wurden zwei weiße Fahnen darauf platziert, die an schwarz-weiß gestreiften Masten befestigt waren.

## Streckenverlauf

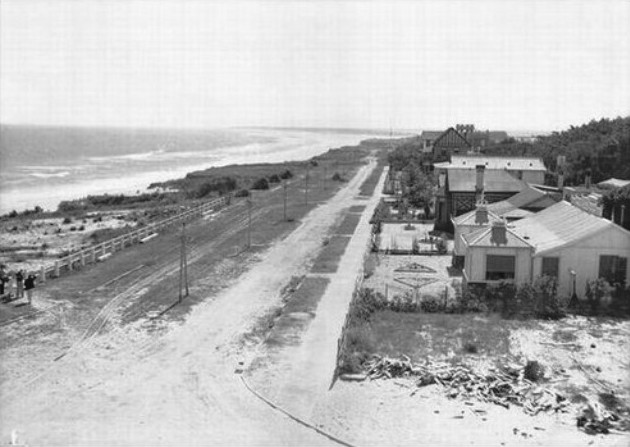
Strecke auf der Rambla Dr. Miguel Perea

An der Plaza Artigas verzweigte sich die Strecke. Die Hauptstrecke führte auf der Avenida Treinta y Tres geradlinig in Richtung Rambla, dann weiter nach Südosten und kam vor dem Hotel Sarandi an, das sich wenige hundert Meter von der Mündung des Baches gegenüber vom Wald am unteren Ende der Schlucht befand. Die Zweigstrecke führte die Straße Las Flores hinauf in die Schlucht und nach Westen, um zu dem Ort zu gelangen, an dem 1913 ein hölzernes Restaurant und 4 Chalets gebaut wurden, die später in das Hotel und Casino La Floresta umgebaut wurden.
Außerdem gab es vorübergehend eine Zweigstrecke, die auf der Calle Bra bergauf zum heutigen staatlichen Elektrizitätsunternehmen UTE (Usinas y Transmisiones Eléctricas) und der Poliklinik führte und an der Rambla endete. Ende 1916 wurde diese Zweigstrecke bis zur Calle San Martín verlängert und dann bis zur Fliesenfabrik, vor der sich heute das Postgebäude befindet. Die Verlängerung wurde fortgesetzt, und im Jahr 1921 wurde eine weitere Linie verlegt, die fast bis zur Plazoleta Lavalleja führte.